# Gunungiella achtavimchi
Gunungiella achtavimchi är en nattsländeart som beskrevs av Schmid 1968. Gunungiella achtavimchi ingår i släktet Gunungiella och familjen stengömmenattsländor. Inga underarter finns listade i Catalogue of Life.